# Psychini
De Psychini zijn een geslachtengroep van vlinders in de familie van de zakjesdragers (Psychidae) 

## Geslachten
- Armidalia Weidlich, 2001
- Atelopsycha Meyrick, 1937
- Bacotia Tutt, 1899
- Bruandella Saigusa & Sugimoto, 2014
- Ceratonetha Diakonoff, 1947
- Eriochrysis Meyrick, 1937
- Heckmeyeria Heylaerts, 1880
- Ilygenes Meyrick, 1938
- Lamyristis Meyrick, 1911
- Luffia Tutt, 1899
- Proutia Tutt, 1899
- Psyche Schrank, 1801
- Pusillopsyche Sobczyk, 2008
- Striglocyrbasia Sugimoto & Saigusa, 2001
- Tayalopsyche Sugimoto & Saigusa, 2002
- Themeliotis Meyrick, 1910